# Amphicoma formosana
Amphicoma formosana là một loài bọ cánh cứng trong họ Glaphyridae. Loài này được Miyake miêu tả khoa học năm 1982.